# Celeus undatus
El carpintero ondoso o carpintero ondulado (Celeus undatus) es una especie de ave piciforme de la familia Picidae que vive en el noreste de Sudamérica.

## Descripción
Mide entre 20 y 23 cm de longitud y pesa en promedio 64 g. Su pico es amarillo verdoso. El plumaje de sus partes superiores es castaño rufo anaranjado, con la cresta anaranjada rufa, mientras que sus partes inferiores son de color canela anaranjado claro. En el dorso, las partes inferiores, las alas, el uropigio y la cola presentan rayas negras. El macho tiene una lista malar roja.

## Distribución y hábitat
Se encuentra en las selvas húmedas tropicales del escudo guayanés, Guyana, Surinam y la Guayana francesa, además de las regiones fronterizas del este de Venezuela y la cuenca del Amazonas del noreste brasileño y la isla Marajó.

## Alimentación
Se alimenta de insectos, sus larvas, pupas y huevos.